# 伊馮·姆沃戈
伊馮·姆沃戈（1994年6月6日—），瑞士足球運動員，現效力於法甲球隊洛里昂，瑞士國家足球隊成員，司職守門員。

## 俱樂部生涯
姆沃戈1994年出生於喀麥隆首都雅溫得，身高188cm的姆沃戈有著出色的反應速度與撲救能力。姆沃戈2011年加盟瑞士球隊伯爾尼年青人，並在2013年成為球隊主力。
德甲球隊RB萊比錫宣佈，瑞士超球隊伯爾尼年青人門將姆沃戈夏窗加盟球隊，簽約到2021年。
RB萊比錫官方宣佈，球隊已經與瑞士門將姆沃戈完成續約。PSV燕豪芬已經宣佈他們租借了姆沃戈，球員的租期為兩年。

## 國家隊生涯
2018年6月4日，入選瑞士國家足球隊參加2018年俄羅斯世界杯的23人大名單。
2019年3月16日，入選瑞士國家足球隊參加最新一期大名單。
2021年6月，入選瑞士國家足球隊參加2020年歐洲杯的26人大名單。

## 外部連結
- Soccerway資料庫：伊馮·姆沃戈
- 伊馮·姆沃戈在Transfermarkt上的资料